# Luhe-Linie
Die Luhe-Linie ist eine Störungslinie im Oberpfälzischen Hügelland. Für die Luhe-Linie werden prätriadische synsedimentäre Bewegungen angenommen, die die Permokarbon-Basis um 1850 m verwerfen.

## Geografie
Die Luhe-Linie verläuft in ost-westlicher Richtung. Im Ostteil grenzt die Luhe-Linie das Naabgebirge, das zum kristallinen Grundgebirge gehört, zum Weidener Becken ab. Im Westteil verläuft die Luhe-Linie zwischen der Hirschau-Schnaittenbacher Senke und dem Kohlberger Höhenrücken.